# Stary Ratusz w Bańskiej Bystrzycy

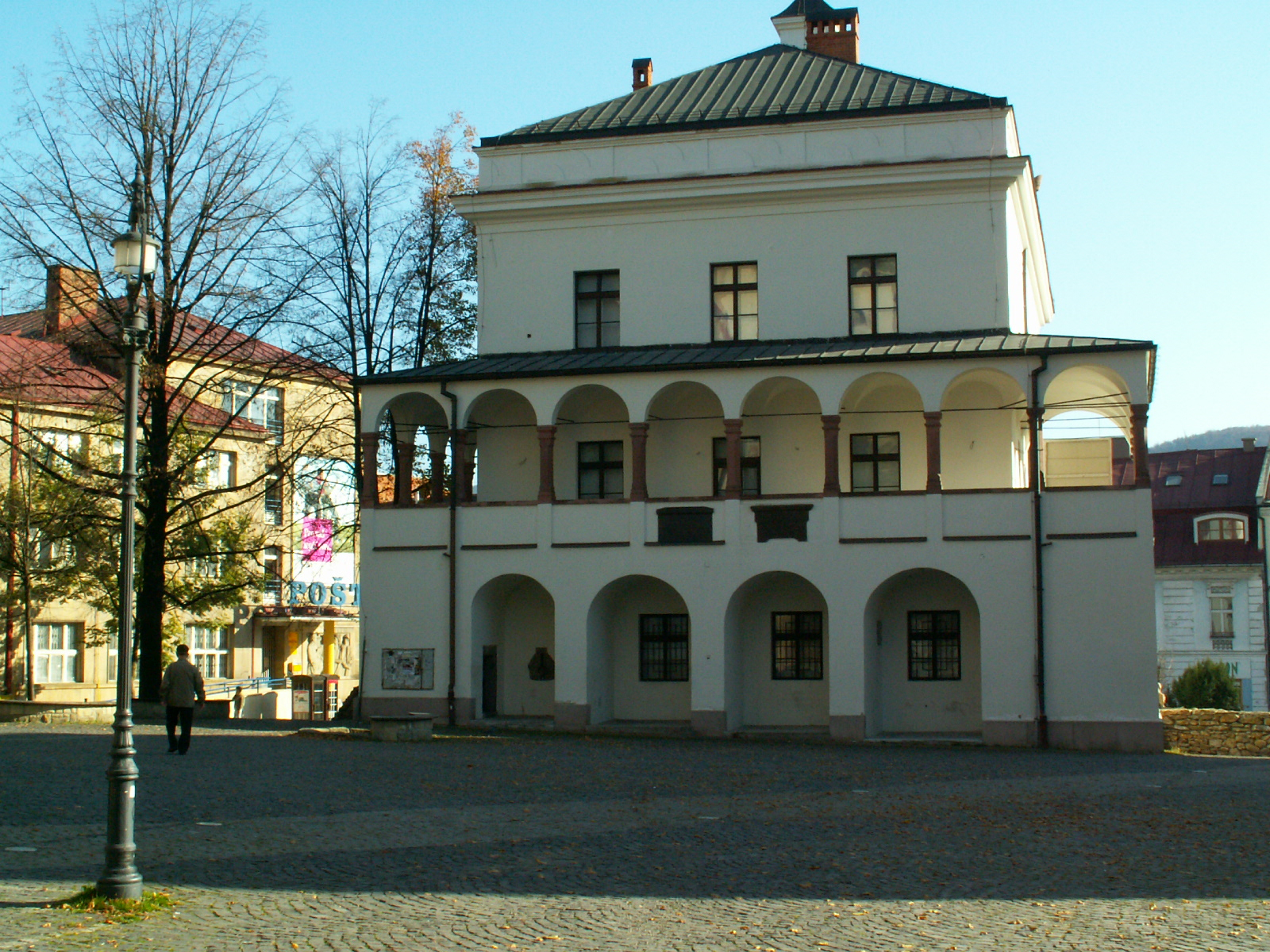
Stary Ratusz w Bańskiej Bystrzycy

Stary ratusz (słow. Stará radnica, też: Pretórium; Námestie Štefana Moysesa 25) – zabytkowa budowla w kompleksie tzw. zamku miejskiego w Bańskiej Bystrzycy na Słowacji.
Prosty, renesansowy w formie, biały budynek, z arkadową loggią i małą wieżyczką, wznosi się obok kościoła Wniebowzięcia Najświętszej Marii Panny i barbakanu.
Wybudowany został po 1500 r. z fundacji miejscowego przedsiębiorcy górniczego, ringburgera - czyli właściciela domu przy Rynku (tzw. Dom Mühlsteina, Námestie SNP 1), potem żupana zwoleńskiego - Vita Mühlsteina. Od początku był włączony w system umocnień zamku miejskiego. W trakcie przebudowy z 1546 r. pierwotne stropy belkowe zniszczone przez pożar zastąpione zostały sklepieniami. W latach 1564-1565 majster Peregrinus ozdobił budynek wspomnianą arkadową loggią z krzyżowymi sklepieniami. W ostatnim trzydziestoleciu XVIII w. G. Friedrich przebudował cały obiekt w stylu barokowym. Obecnie mieści się tam oddział państwowej galerii sztuki.